# Clunio
Genre
Clunio est un genre de diptères nématocères de la famille des Chironomidae.

## Liste d'espèces
Selon ITIS (5 avril 2019) :
- Clunio africanus Hesse
- Clunio brasiliensis Oliveira
- Clunio brevis Stone & Wirth
- Clunio californiensis Hashimoto
- Clunio fuscipennis Wirth
- Clunio littoralis Stone & Wirth
- Clunio marinus Haliday
- Clunio marshalli Stone & Wirth, 1947
- Clunio martini Hashimoto
- Clunio pacificus Edwards
- Clunio purpureus Hashimoto
- Clunio schmitti Stone & Wirth
- Clunio tsushimensis Tokunago
- Clunio tuthilli Tokinago
- Clunio vagans Stone & Wirth
- Clunio vagansmensis Stone & Wirth